# 外ノ池信平
外ノ池 信平（とのいけ しんぺい、1949年7月8日 - ）は、長野県岡谷市出身のスポーツ指導者である。娘である外ノ池亜希との父子鷹でオリンピックに挑んだ事で知られる。
スケート選手歴はなく、元々はバレーボール選手であり、岡谷工でインターハイ出場、社会人も含めて国体に6回出場した経歴を持つ。
引退後はスポーツ用品店経営の傍らミニバレーボールや少年野球の監督も務めた。
亜希が4歳の頃からスケートの指導を始め、東海大三高→アルピコでも監督として指導に当たった。さらに「たでしなクラブ」では安田直樹らの指導にも当たった。
亜希のスケート引退後も東海大三高などで指導を続けている。